# إشمي داغان
إشمي داغان هو رابع ملك لسلالة إيسن في العراق وهو من الأموريين ألذين سكنوا في جنوب العراق، بدأ حكمه في سنة 1920 ق م. حسب قائمة ملوك سومر حكم لمدة 28 سنة وإنتهى حكمه في سنة 1871 ق م. وقد خلف الحكم من إيدين داغان وخلفه ليبيط عشتار.